# Mozes
Mozes (Hebreeuws: מֹשֶׁה Mosje, Oudgrieks: Μωυσῆς Mōysēs of Μωσῆς Mōsēs, Latijn: Moyses of Moses, was volgens de Tenach de grootste profeet (op grond van Numeri 12:6-8, Deuteronomium 34:10 en Exodus 24:12). De Hebreeuwse Bijbel beschrijft hem als de leider van de Israëlieten bij de uittocht uit Egypte en tijdens de doortocht door de woestijn tot aan de grenzen van Kanaän. Traditioneel worden aan Mozes ook de eerste vijf Bijbelboeken toegeschreven (de Thora), waardoor de gehele wetgeving van Israël door zijn autoriteit werd geschraagd. Ook Job en Psalm 90 worden traditioneel aan Mozes toegeschreven.
Het bestaan van Mozes als historisch personage wordt sterk betwist. Belangrijk is de context van de exodus-verhalen. Met welk doel ze geschreven werden.

## Etymologie van de naam Mozes
De naam Mozes werd afgeleid van het Egyptische werkwoord mś / mśj ("dragen"). Het is een verkorte vorm van de Egyptische naamvorm zoals Toetmosis "geboren uit Thot", waarbij het element dat de god benoemt, is weggevallen en betekent dus letterlijk: "geboren uit [een naamloze god]". In de Hebreeuwse Bijbel is de herinnering aan de Egyptische herkomst van de naam overgeleverd in het verhaal waarin de dochter van de farao het kind een naam geeft, waarbij haar een etymologie in de mond wordt gelegd die teruggaat op de Hebreeuwse stam mšh ("uittrekken"): "ik heb hem uit het water gehaald" (Exodus 2:10). Het is buitengewoon onwaarschijnlijk dat een dochter van de farao kennis van Hebreeuwse etymologie zou hebben; mogelijk berust deze herkomst op een legende. Bovendien kan objectief worden vastgesteld dat de context strijdig is met deze etymologische herleiding, die een passieve vorm van het werkwoord mšh is, die de betekenis "die [er]uit getrokken werd" doet verwachten. Ook werd Mozes nergens aangeduid met de uit de morfologie volgende betekenis "de [er]uit trekkende".

## Leven

### Jeugd

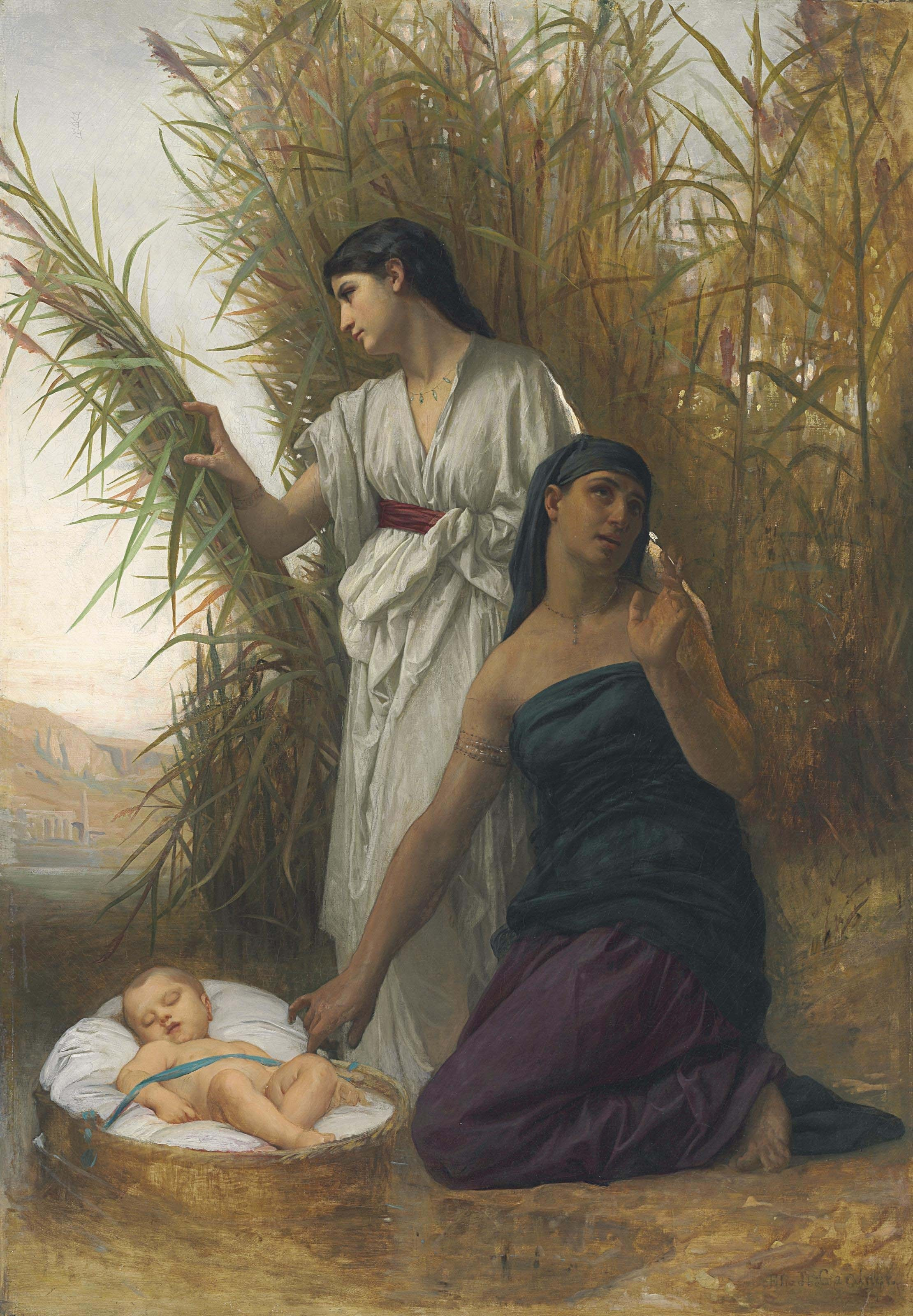
Mozes in de Biezen door Elizabeth Jane Gardner (1878)

Mozes' biografie begint tijdens de onderdrukking van de Israëlieten in Egypte, namelijk met de verplichte herendienst aan de farao om de steden Pitom en Raämses te bouwen (Exodus 1:11). De farao schrok echter van de opstandigheid en vermenigvuldiging van de Israëlieten (Exodus 1:12) en gebood Sifra en Pua, twee Hebreeuwse vroedvrouwen, de mannelijke pasgeborenen van zijn slaven te doden. Zij negeerden dit bevel, waarna de farao "heel zijn volk ... bevel [gaf] om alle Hebreeuwse jongens die geboren werden in de Nijl te gooien" (Exodus 1:15-23). In deze context vonden de geboorte en redding van Mozes plaats, kind (onwettig volgens Schmid) van een man en vrouw uit de stam Levi - deze anonieme ouders werden later geïdentificeerd als Amram en diens tante Jochebed (Exodus 6:20). Het mooie kind werd eerst in huis verborgen, maar toen dit niet langer geheim kon worden gehouden, legde zijn moeder hem in een mandje van papyrus (de ark van Mozes) tussen het riet langs de oever van de Nijl (Exodus 2:1-3), waar hij uitgerekend door de dochter van de farao die de kindermoord had bevolen, werd ontdekt en gered. Zonder aarzelen aanvaardde deze prinses de raad van een haar onbekend meisje dat "toevallig" in de buurt stond toen zij het kind vond - een meisje dat de zuster van het kind bleek, later als Mirjam geïntroduceerd (Exodus 15:20; Numeri 26:59) - en bracht zij het kind onder bij een voedster die niemand anders bleek te zijn dan de moeder van het kind (Exodus 2:4-9). Nadat hij was gespeend en zijn naam Mozes kreeg, groeide hij op aan het Egyptische hof (Exodus 2:10).

### Vluchteling

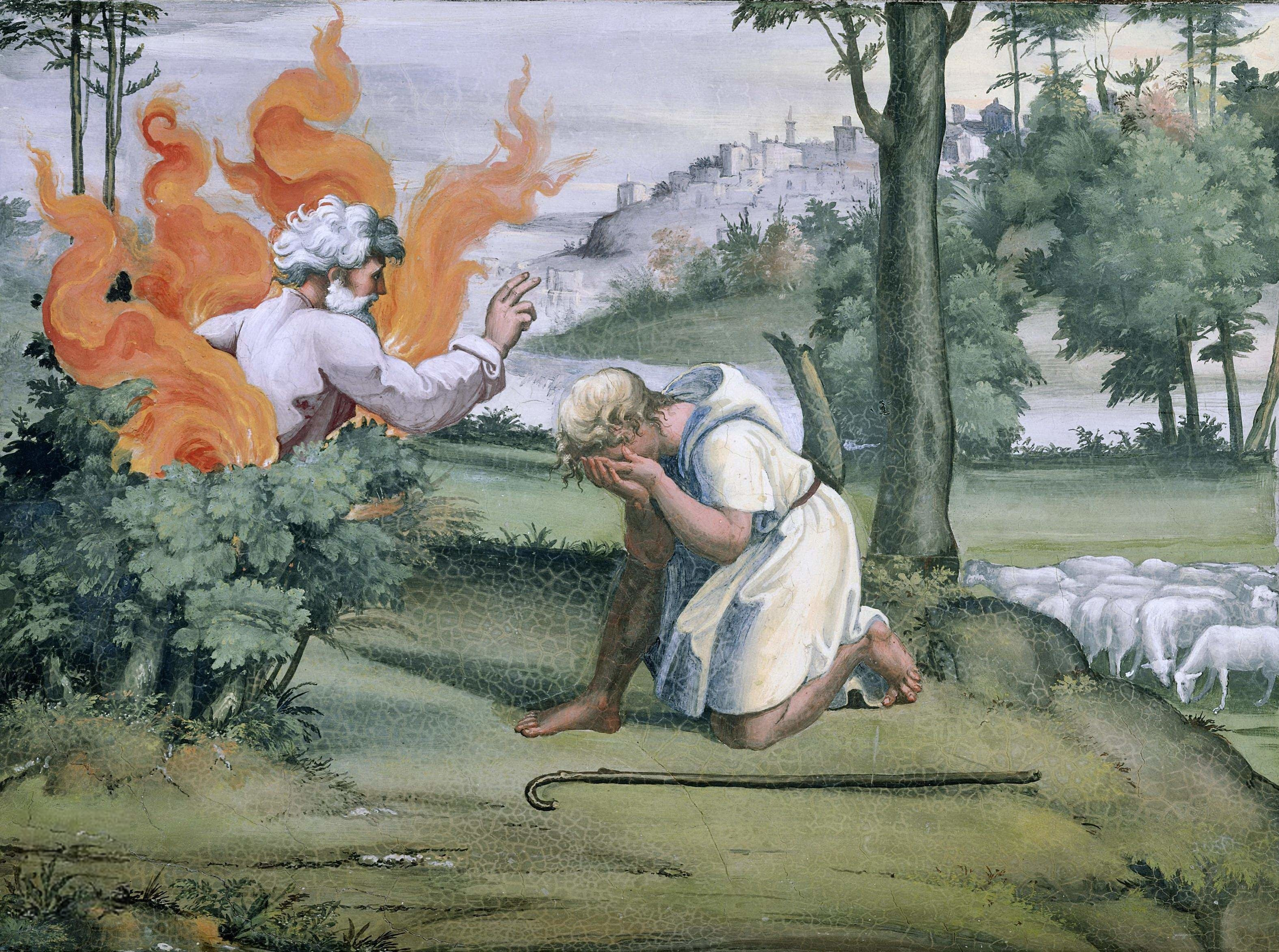
Mozes en de brandende doornstruik. Schilderij door Rafaël (1518–1519)

"Toen Mozes volwassen geworden was, zocht hij op een dag de mensen van zijn volk op." Hij doodde een Egyptenaar die een Hebreeër sloeg. "Toen de farao ervan hoorde, wilde hij Mozes laten doden. Daarom vluchtte Mozes voor de farao" (Exodus 2:11-15) en kwam in Midjan, het noordelijke deel van het Arabische schiereiland. Hier trouwde Mozes met Sippora, de dochter van de lokale priester Reüel (Exodus 2:18; vergelijk Exodus 4:18 en 18:1ff). Hun gemeenschappelijke zonen heetten Gersom (Exodus 2:22) en Eliëzer (Exodus 18:3).
Maar vóór alles is Midjan het vertrekpunt van Mozes' roeping in het verhaal over de brandende doornstruik. Hierin openbaart zich een voorheen anonieme godheid als de God JHWH, die het geweeklaag van Zijn volk had gehoord en zei de horige Israëlieten onder Mozes uit Egypte te bevrijden en naar een goed land te voeren. Toen Mozes aarzelde en in het vooruitzicht op onderhandelingen met de farao wees op zijn rammelende talent als woordvoerder, werd zijn broer Aäron aan hem toegevoegd als "mond" (Exodus 3:1-4:17).

### Terug naar Egypte, de tien plagen en uittocht uit Egypte

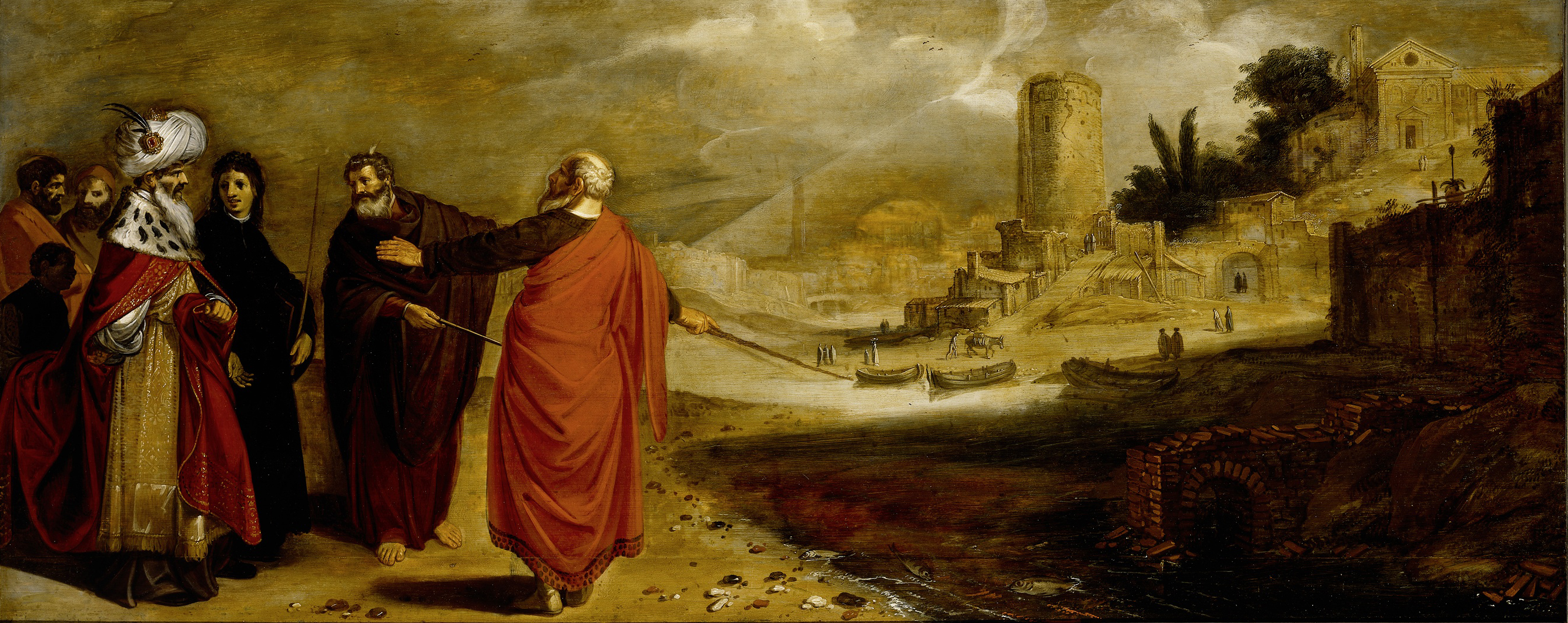
Ten overstaan van Farao en zijn gevolg veranderen Mozes en Aäron het water van de rivier in bloed. Schilderij door Jan Pynas (1610)

Hierna keerden Mozes en zijn gezin terug naar Egypte en begon hij met zijn opdracht (Exodus 4:18-31). Er ontwikkelde zich een zware strijd tussen Mozes, Aäron en de Israëlieten aan de ene en de farao en zijn hof aan de andere kant. Uiteindelijk bracht de laatste van tien plagen, de dood van alle eerstgeborenen in de Pesachnacht, de farao eindelijk op de knieën om de Israëlieten te laten gaan (Exodus 5-12). Toen de farao over de uittocht van zijn horigen werd bericht, bedacht hij zich weer en zette de achtervolging in.
Bij de Schelfzee (Rode Zee) bereikten de achtervolgers de Israëlieten, die hierop in paniek raakten. Maar Mozes zegde hun de hulp van JHWH toe en door een wonder verschafte Hij een doorgang door de zee door deze te splijten. De Israëlieten konden over de droge bodem van de zee naar vrijheid lopen. Toen de Egyptenaren hen achtervolgden, sloot de zee zich echter weer en de farao kwam samen met zijn strijdkrachten om het leven (Exodus 14).

### Dolen in de woestijn en de Tien Geboden

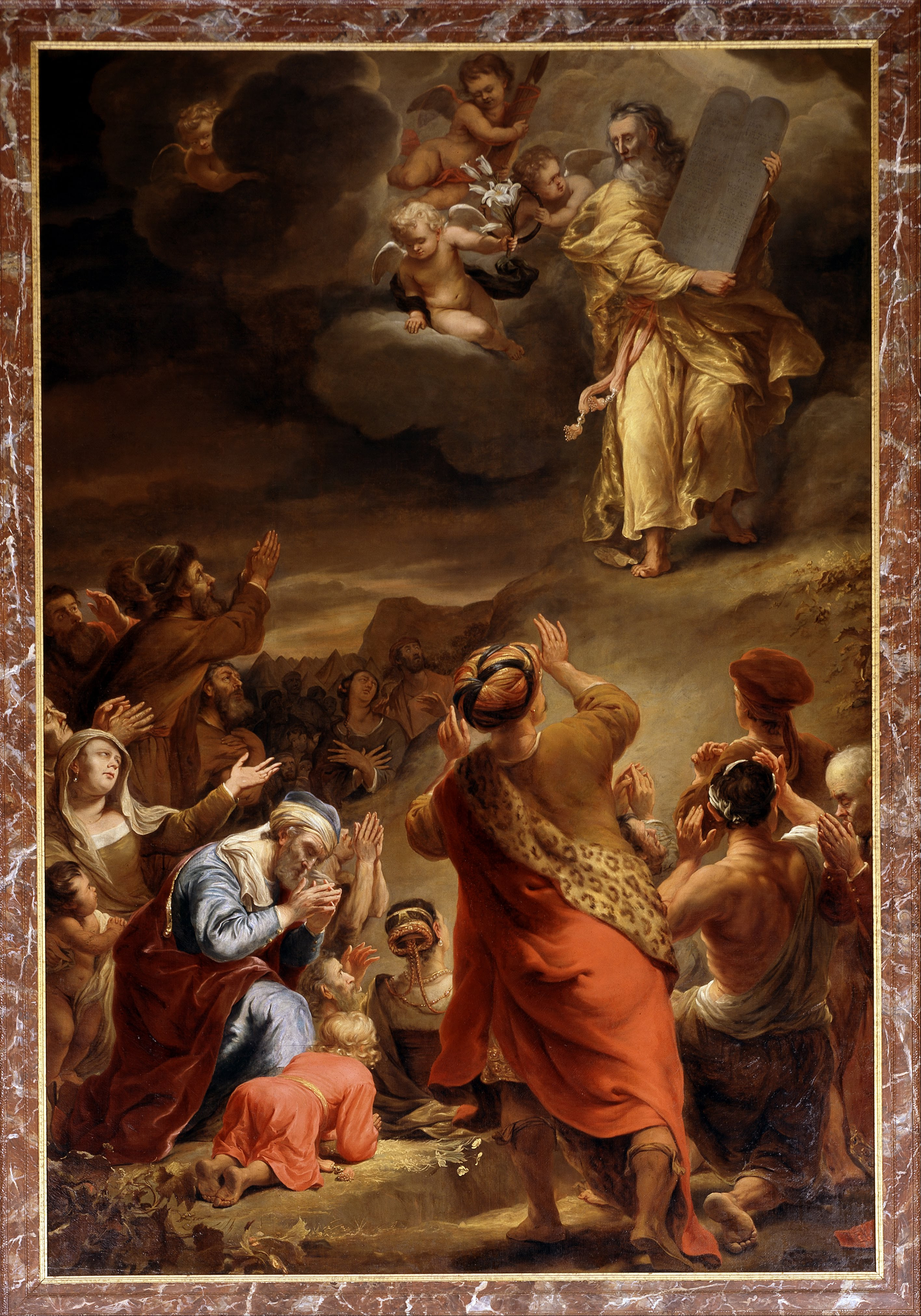
Mozes toont de Israëlieten de nieuwe Tafelen der Wet door Ferdinand Bol (1662)

Na deze overwinning bij de Schelfzee reisden de Israëlieten onder leiding van Mozes verder door de Sinaïwoestijn. Al snel kwam het tot conflicten, mede omdat proviand en drinkwater ontbraken. Mozes bad op verzoek van zijn volk tot JHWH, die hen voedde met manna en kwartels (Exodus 6:1-17; 7). De volgende uitdaging was het strijdbare woestijnvolk van de Amalekieten, die militair door Jozua en door Mozes via zijn gebed werden verslagen (Exodus 17:8-16). Uiteindelijk bereikten zij de berg Sinaï, de plaats van de fundamentele openbaring van God.
De Sinaïperikoop begint met de door Mozes overgebrachte belofte van de god JHWH, dat Israël een koninkrijk van priesters zou worden, een heilig volk, zo lang zij zich aan Zijn verbond hielden (Exodus 19:3-6). Na de bekendmaking van de Tien Geboden (Exodus 20:1-7; Deuteronomium 5:6-12) en het verbondsboek (Exodus 20, 22-23, 33), kwam het tot een verbond. Hierna volgden de Sinaïtische heiligdomswetten (Exodus 25-31; 35-40; Leviticus 1 - Numeri 10), waarvan de bekendmaking werd onderbroken door de gebeurtenissen rondom het gouden kalf: terwijl Mozes op de berg bij God was, overtrad het volk onder Aärons leiding het verbod op het aanbidden van vreemde goden en beelden (Exodus 32-34). Toen Mozes het lawaai van de om het beeld dansende mensen hoorde, daalde hij van de berg af en smeet hij de stenen tabletten waarop de tien geboden van JHWH waren geschreven aan stukken. Nog groter was de toorn van JHWH, maar het lukte Mozes met een indringende smeekbede namens het volk JHWH ervan te weerhouden het verbond met Zijn volk op te geven (Exodus 32:11-14).
Van de Sinaï leidde Mozes het volk via de oase Kadesh Barnea naar de grens van het Beloofde Land. Maar vanwege de toenmalige zonden van het volk (Numeri 13f) moesten Mozes en de Israëlieten in totaal 40 jaar door de woestijn dolen, totdat zij in het gebied van de Moabieten kwamen, waar ze aan de Jordaan hun kampen opsloegen tegenover Jericho. Volgens Numeri 31 was de laatste daad van Mozes het voeren van de Oorlog tegen de Midjanieten, die volgens het verhaal geheel van de kaart geveegd werden: alle mannen werden gedood, alle steden verwoest en alle vrouwen, kinderen en vee uit Midjan meegenomen. Vervolgens zou Mozes het bevel hebben gegeven om alle krijgsgevangen Midjanitische jongens en niet-maagdelijke vrouwen te doden, maar de krijgsgevangen maagdelijke meisjes in leven te laten en te verdelen onder de Israëlitische mannen.

### Dood

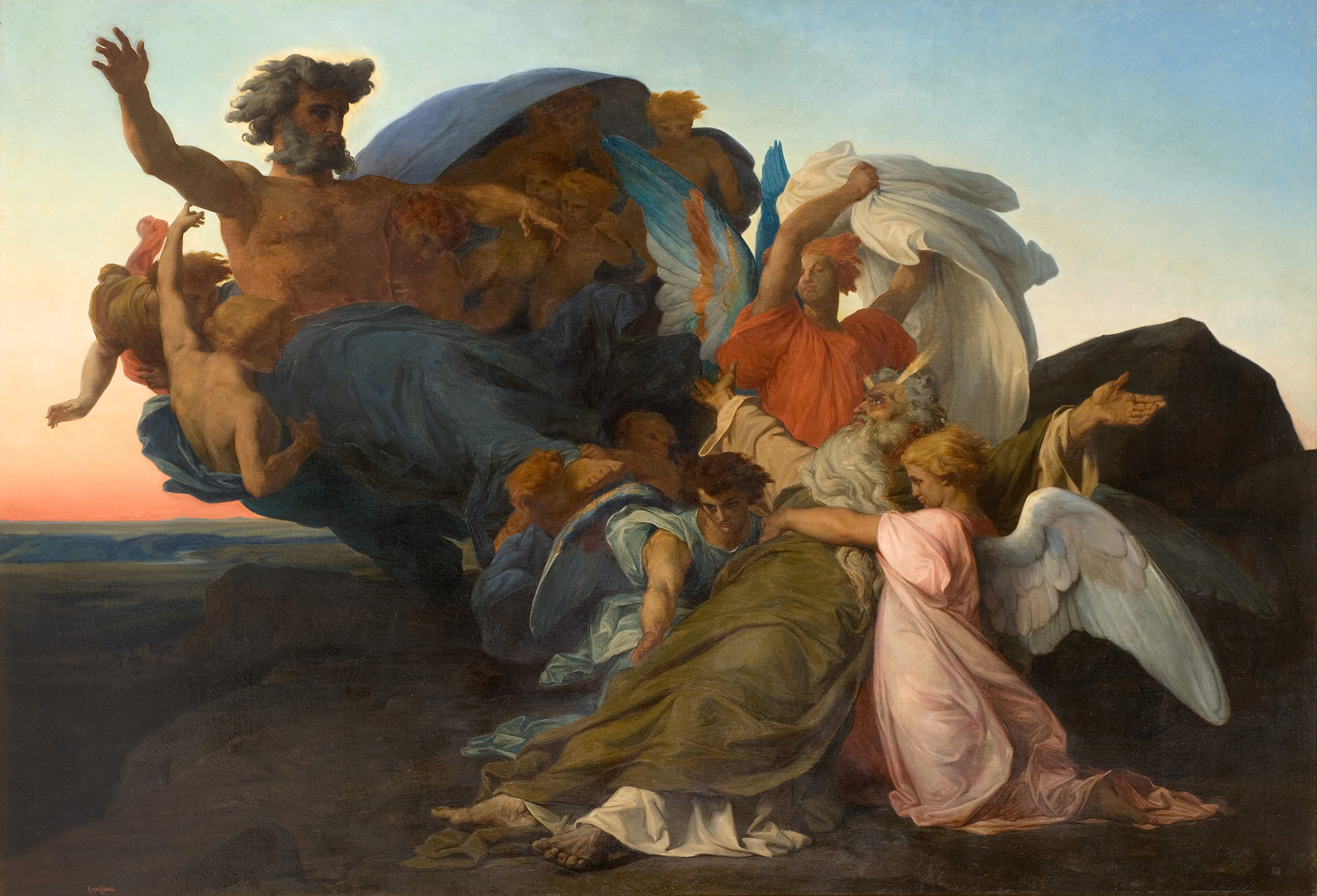
Dood van Mozes door Alexandre Cabanel (1850)

Bij Jericho hield Mozes zijn afscheidsrede. Hierna gaf JHWH hem opdracht de Neboberg te beklimmen. Vanaf die berg toonde JHWH Mozes het Beloofde Land. Hier stierf Mozes op een leeftijd van 120 jaar en werd door JHWH op een onbekende plaats begraven (Deuteronomium 34:1-12).

## Datering
1 Koningen 6:1 geeft een datering voor Mozes' leven. Hierin staat dat de tempel van Salomo 480 jaar na uittocht uit Egypte werd gebouwd, die hierdoor op rond 1430 v.Chr. kan worden gedateerd, toen Mozes 80 jaar oud was (Exodus 7:7). Deze datering verhoudt zich niet tot de vermelding dat de Egyptenaren de Israëlieten gebruikten voor de bouw van de "voorraadsteden" Pitom en Raämses (Exodus 1:11). Dat laatste pleit voor een identificatie van de farao Ramses II (1279-1213 v.Chr.).
Er moet een onderscheid worden gemaakt tussen de tijd waarover wordt geschreven en waarin deze wordt beschreven, dat wil zeggen de tijd waarin de vertellingen van Mozes werden geboekstaafd. Dit is een omstreden punt in het onderzoek naar de Pentateuch (de vijf boeken van Mozes). In het model van de documentaire hypothese wordt de oudste schriftelijke bron over Mozes, de zogenoemde Jahwist, gedateerd op de 10e eeuw v.Chr. Andere theorieën die zich niet op dit model baseren, denken tegenwoordig eerder aan een ontstaan rond de 8e eeuw v.Chr. of nog recenter.
Hoe dan ook zal een aanzienlijke kloof in tijd moeten worden geaccepteerd tussen de beschreven "gebeurtenissen" en een nauwelijks nog gereconstrueerde mondelinge en schriftelijke overlevering.
Voor een alternatieve datering en aanwijzingen voor het bestaan van Mozes, zie de theorie van David Rohl.

## Historiciteit

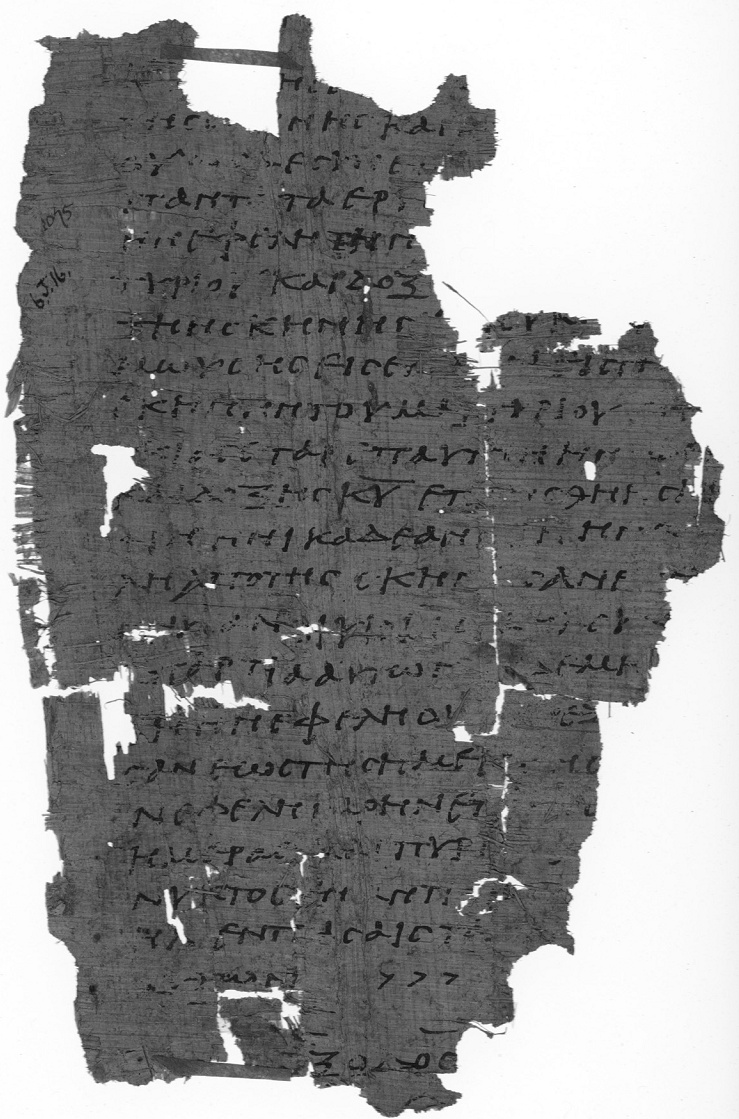
Exodus 40 op de Papyrus Oxyrhynchus 1075, 3e tot 4e eeuw n. Chr.

Als het gaat om de historiciteit van Mozes, gaat het vóór alles om het vraagstuk van de bronnen en hun historische waarde. Over Mozes wordt alleen gesproken in de Hebreeuwse Bijbel en daarvan afhankelijke overleveringen. Voor deze bronnen is Mozes de centrale figuur in de klassieke heilsgeschiedenis van Israël en onlosmakelijk verbonden met de uittocht uit Egypte, het dolen in de woestijn en het bekendmaken van de wil van JHWH op de berg Gods. Op basis van het Bijbelse verslag over Mozes, zijn in het jodendom en christendom diverse beelden ontwikkeld, maar traditioneel is het van  wetgever, degene die Israël de wil van de enige God JHWH heeft verkondigd en in de Thora vastgelegd. Dit traditionele beeld heeft na historisch onderzoek geen stand kunnen houden. In de eerste plaats heeft onderzoek van de Pentateuch uitgewezen dat het ontstaan van Deuteronomium samenhing met de hervormingen die koning Josia in de late koningstijd doorvoerde en plaatst de definitieve versie in periode van of na de Babylonische ballingschap (zie ook Documentaire hypothese). Maar ook de tien geboden (Exodus 20:1-7; Deuteronomium 5:6-12), waarbij langere tijd aan een mozaïsche afkomst kon worden vastgehouden, en andere oudere wetsteksten, zoals het verbondsboek (Exodus 20, 22-23, 33), gaan niet op Mozes terug. Het verbondsboek is waarschijnlijk in de 8e eeuw v.Chr. ontstaan. De tien geboden passen in de intellectuele context van Deuteronomium en de eraan aanverwante (deuteronomistische) teksten. Daarmee heeft de traditionele karakterisering van Mozes als wetgever geen grondslag meer, ze verwijst veeleer naar een beeld van hem dat in een later tijdperk ontstond, maar niet vanaf het eerste ontstaan van de Hebreeuwse Bijbel al bestond.
Maar ook het beeld van de charismatische redder en leider van de uittocht ligt in het duister van de geschiedenis. Dat is niet verwonderlijk: het nog tastbare ontstaan van het traditionele verhaal over de uittocht onder Mozes ligt rond het einde van de 8e eeuw v.Chr. Als we aannemen dat Ramses II de onderdrukkende farao was die werd ontvlucht (1279-1213 v. Chr.), ligt dat dus direct 600 jaar voor het ontstaan van het geschreven verhaal. Maar deze veronderstelling vindt geen enkel steunpunt in de Bijbel waar geen enkele naam van een farao in verband met de exodus genoemd werd. Waarschijnlijk heeft de auteur van het exodusverhaal dit bewust gedaan, omdat hij dit verhaal niet aan een éénmalige gebeurtenis wou verbinden.
In orale tradities is het oorspronkelijke verhaal al na ongeveer vier generaties onherkenbaar opgegaan in de vertelling van dat moment. Hoezeer Mozes in historische onzekerheid en legende is overgegaan, blijkt duidelijk uit het verhaal over zijn begraafplaats en geboortevertelling. In de regel zijn begraafplaatsen vaste plekken in het doorgeven van een traditie. Maar als het gaat om Mozes' graf, wordt gezegd: "Tot op de dag van vandaag weet niemand waar zijn graf is" (Deuteronomium 34:6), wat andere overleveringen er niet van heeft weerhouden het graf te lokaliseren aan de rand van de woestijn van Judea, ongeveer acht kilometer ten zuiden van Jericho, in het westjordaanse Nebī Mūsā, waar een 13e-eeuwse koepel als schrijn is gebouwd over het vermeende graf van Mozes.
Het geboorteverhaal van Mozes is gebaseerd op de tussen 2235 en 2180 v. Chr. heersende Sargon van Akkad. De overeenkomsten tussen beide verhalen zijn frappant: beide moeders moesten afstand doen van hun kind om het te redden; beide moeders legden het kind in een biezen mandje, dat ze met pek afdichtten en aan de oever van een rivier neerlegden; beide kinderen werden bij toeval gevonden en door degene die ze vond opgevoed. En uiteraard hadden beide kinderen een grote toekomst voor zich, waarbij ze het lot van hun volk bepaalden. Dit soort details maken toevallige overeenkomsten buitengewoon onwaarschijnlijk en weerspreken de aanname dat beide verhalen teruggaan op een archetypisch motief in vondelingverhalen. Men mag integendeel aannemen dat de auteur van dit verhaal in de Hebreeuwse Bijbel het in Nieuw-Assyrië wijdverbreide verhaal kende. Dit pleit voor een redactie in de 8e eeuw v.Chr. toen Juda en Israël sterk werden beïnvloed door het Nieuw-Assyrische Rijk.
De historische informatie over Mozes in de Bijbel is dus heel beperkt en indirect. Zo zijn daar zijn Egyptische naam, zijn familiebanden met Midjan en de relatie die in de late koningstijd werd gelegd tussen hem en de voorwerpen voor de cultus in Jeruzalem, zoals de koperen slang Nehushtan. Dat dit later bedacht zou zijn, kan om kritische redenen worden uitgesloten: het is eenvoudigweg onbegrijpelijk dat de traditie de grondlegger van het ware Israël uitgerekend een Egyptische naam gaf. Bovendien duidt de schrijfwijze van de naam op een heel oude vorm, want de Hebreeuwse weergave van de Egyptische "š" als שׁ in plaats van ס ("s") weerspiegelt de fonetiek van het 2e millennium v.Chr. Natuurlijk zegt deze naam in het licht van de enorme invloed van Egypte op de Levant in het 2e millennium v.Chr. niets over een Egyptische afkomst van Mozes of sluit dat een rol in de uittocht uit. Egyptische namen waren destijds ook in Palestina geen uitzondering.
Net als Mozes' naam was ook zijn huwelijk met de dochter van een buitenlandse priester in strijd met latere godsdienstige zeden. Daarnaast bevinden de zware conflicten tussen de Midjanieten en de Midden-Israëlitische stammen (zie Numeri 31) zich in het collectieve geheugen van Israël (Rechters 6-8). Dus moet hier vanuit kritische overwegingen rekening worden gehouden met een historische weerklank. Het verband met de Midjanieten wijst geografisch op een gebied tussen de Dode Zee en de Golf van Akaba. Een verband met gebeurtenissen inzake een vlucht uit Egypte is daardoor op zijn minst niet uitgesloten, want bij een vlucht van Egypte naar Palestina zou het vermijden van de bewaakte kustwegen automatisch leiden over het grondgebied van de Midjanieten.
Bovendien lijkt het erop dat in de late koningstijd in Jeruzalem een tegenbeweging was tegen de cultus rondom een slang waarvan het ontstaan op Mozes lijkt te kunnen worden teruggevoerd (2 Koningen 18:4; vergelijk Numeri 21:4b-9). Het ontstaan en verering van de Nehushtan zijn in flagrante tegenspraak met de "mozaïsche" Thora (Exodus 20:4f). Een later ontstaan schijnt ook in dit geval uitgesloten, aangezien de Bijbelse traditie alleen vermeldt dat de vrome koning Hizkia deze (vanuit deuteronomistisch gezichtspunt) onwelvoeglijkheid tot een einde bracht.
Al het andere in de Bijbelse biografie van Mozes is niet aantoonbaar historisch en op zijn hoogst te beschouwen als binnen het domein van wat historisch mogelijk zou kunnen zijn - afgezien van de vrijwel onmogelijk te beantwoorden vraag of de historische gebeurtenissen die ten grondslag liggen aan het Bijbelse verhaal van de uittocht uit Egypte historisch op de een of andere manier in verband kunnen worden gebracht met de persoon Mozes. Tot de historische mogelijkheden behoort de ook in bronnen van het Egyptische Nieuwe Rijk vastgelegde opname en indiensttreding van Semitische stammen in Egypte (zoals in de "Brief van een Egyptische grensbeambte" uit de vroege 12e eeuw v.Chr.), zoals deze ook in de beschrijving van Israëls onderdrukking in Egypte terugkomt.
Historisch zijn ook in Exodus 1:11 genoemde "voorraadsteden" Pitom en Raämses. Het gaat hierbij om een onder Ramses II aangelegd paleispark in de buurt van het huidige Qantir. Bijgevolg zou Ramses II de onderdrukkende farao zijn. Als farao van de uittocht en tegenspeler van Mozes kan dus worden gedacht aan Ramses II, maar ook aan Merenptah (1224-1204 v. Chr.). Maar zelfs als deze plaatsnamen waren gekozen om een verband te leggen met bepaalde Egyptische heersers - die volgens de algemeen geaccepteerde chronologie in aanmerking komen een rol te kunnen hebben gespeeld als historische protagonist in de gebeurtenissen die worden verhaald in Exodus 1-15 - uit de beschrijving van de onderdrukking in Exodus 1:8-14 blijkt dat het niet om een bron uit de beschreven periode gaat. Anders dan bij de spelling van de naam Mozes wordt de Egyptische "š" hierin namelijk in het Hebreeuws weergegeven als ס ("s") in plaats van als שׁ. In tegenstelling tot de naam Mozes is dit een fonetische weergave uit het 1e millennium v.Chr. Dit geldt ook voor de gebruikte term voor de voorraadschuren in Exodus 1:11, namelijk miskənôt. Dit is een Akkadisch leenwoord in het Hebreeuws, wat duidt op auteurs uit de 8e eeuw v.Chr. of nog later. Bovendien was de term Raämses ("stad van Ramses") in het 1e millennium v.Chr. een wijdverbreide troop.

## Mozes in de apocriefen en het Nieuwe Testament
Mozes komt ook in diverse apocriefe werken voor, waarvan sommige ideeën daarin hun weg hebben gevonden naar canonieke werken in het Nieuwe Testament. Zo is de twist tussen de aartsengel Michaël en de duivel over Mozes' lichaam in Judas 9 volgens Origenes te herleiden tot het apocriefe werk "Hemelvaart van Mozes" (Ἀνάληψις Μωυσέως, Analepsis Mōyseōs). Het is onduidelijk of dit werk hetzelfde is als het werk dat Athanasius noemde dat in het Nederlands ook vertaald kan worden als "Hemelvaart van Mozes", maar in het Oudgrieks wordt aangeduid als Ἀνάβασις Μωυσέως, Anabasis Mōyseōs.

### Mozes en de gedaanteverandering van Jezus
De traditie over een hemelvaart van Mozes was mogelijk ook de reden dat Mozes werd genoemd in het verhaal over de gedaanteverandering van Jezus (Matteüs 17:1–8, Markus 9:2–8, Lucas 9:28–36). In dit verhaal verschenen Mozes en Elia naast Jezus. Over Elia wordt in de Hebreeuwse Bijbel vermeld dat hij werd "meegevoerd naar de hemel" (2 Koningen 2:11), wat in sommige apocriefe werken en door Josephus ook werd gezegd over Mozes, waarbij hij de tegenstelling opmerkt met de vermelding in "de heilige boeken" dat Mozes stierf. Hierin werd ook beschreven dat Mozes werd omhuld door een wolk, op dezelfde wijze als dit wordt genoemd in het Evangelie volgens Lucas inzake de gedaanteverandering van Jezus (Lucas 9:34).
Origenes was de eerste die opmerkte dat in het verslag van de gedaanteverandering van Jezus met Mozes en Elia "de (mozaïsche) Wet en de Profeten" werden aangeduid. Luther deelde dit en dacht dat zij werden genoemd om aan te geven dat de Wet en Profeten door Jezus zouden worden vervuld. Johannes Chrysostomus noemde drie mogelijkheden waarom Mozes en Elia naast elkaar werden gezet. Naast hun vertegenwoordiging van de Wet en de Profeten, zou het kunnen zijn omdat Mozes dood was en Elia als nog levend werd beschouwd. Door hen beiden te noemen zou worden aangeduid dat God een God van de levenden en de doden was. De andere mogelijkheid die hij noemde was dat zij allen vertegenwoordigden die visioenen van God hadden gehad.

### Pseudepigraaf
Een pseudepigrafisch werk van Mozes is de "Openbaring van Mozes", de Oudgriekse naam voor een Hebreeuwse groep werken die daarin "Boek van Adam en Eva" wordt genoemd.

## Andere bronnen over Mozes

### Oudheid
De oudste Griekse vermelding van Mozes werd gedaan door Hellanicus van Lesbos (6e eeuw v.Chr.) en Philochoros (c. 340 - 260 v.Chr.). Aan hun vermeldingen werd gerefereerd door Pseudo-Justinus de Martelaar (3e - 5e eeuw n.Chr.) die in zijn Vermaning aan de Grieken zegt dat 'degenen die de Atheense geschiedenis beschrijven, Hellanicus en Philochoros, de auteur van de Attische geschiedenis, ... Mozes hebben vermeld als een zeer oude en in de tijd gewaardeerde Egyptische vorst van de Joden.'
Volgens de Romeinse historicus Strabo (c. 24 n.Chr.) was Mozes een Egyptische priester uit Beneden-Egypte, die vertrok naar "Judaea, omdat hij het oneens was met de toestand ter plaatse, en hij werd vergezeld van veel mensen die het Goddelijk Wezen vereerden". Hij beloofde een eredienst zonder beelden, maar in een sacraal gebied en met een waardig heiligdom. Dit was "waar thans de nederzetting van Jeruzalem is".
De hellenistische Jood Philo van Alexandrië interpreteerde de Bijbel allegorisch. Vanuit die interpretatie beschouwde hij Mozes als superieur aan de aartsvaders, als meer dan een mens. In zijn Leven van Mozes noemt hij hem "de goddelijke en heilige Mozes". Philo benadrukt ook het duale karakter van de koning-profeet.
Een dergelijke voorstelling van Mozes was al eerder gemaakt door een eveneens hellenistische jood uit Egypte. 
Ezechiël Tragicus was een joods toneelschrijver uit de tweede eeuw voor Christus. Hij was de auteur van  Exagōgē, een in het Grieks geschreven toneelstuk. De tragedie verbeeldt het bijbelse verhaal van de uittocht uit Egypte, zoals het verhaald wordt in in de versie van de Septuagint van het bijbelboek Exodus. Mozes is het belangrijkste karakter in het stuk. Het is het oudst bekende joodse toneelstuk. Daarnaast is Exagōgē het vrijwel enige en in ieder geval meest uitgebreide voorbeeld van Grieks drama in de Hellenistische periode. Met name een in het werk beschreven droom van Mozes wordt vaak aangehaald op het vakgebied als het handelt om beschrijvingen van joodse speculaties inzake de verschijningsvorm van God en de Mensenzoon.  Vergelijkingen met de intronisatie van Henoch in met name het Derde boek van Henoch worden vaak gemaakt. In het tweede bedrijf beschrijft  Ezechiel een droom van Mozes. Deze ziet op de berg Sinaï een troon met daarop een ‘edel Mens’ met een diadeem op zijn hoofd en een scepter in zijn linkerhand. De gestalte – God – wenkt hem dichterbij te komen, overhandigt hem de scepter en het diadeem en gebiedt hem op de troon plaats te nemen. Mozes ziet alles wat er te zien kan zijn, van boven de hemel tot onder de aarde en alle sterren knielen voor hem. 
Tacitus (ca. 100 n.Chr.) zei dat in zijn tijd de meeste schrijvers van mening waren dat Mozes in beeld kwam toen in Egypte een ziekte uitbrak en "koning Bocchoris, op zoek naar een remedie, het orakel van Hammon raadpleegde, en werd verzocht zijn rijk te zuiveren en dit door de goden veracht ras naar vreemd gebied uit te wijzen." Dit volk, dat verslagen in een woestijn werd achtergelaten, werd door "een van de bannelingen, Moyses genaamd", opgeroepen niet te verwachten door mensen of God te worden geholpen, maar hem te aanvaarden als leider. Hij leidde hen naar vruchtbaar gebied, "waar zij de inwoners van verdreven en waar zij een stad vestigden en een tempel."
Flavius Josephus schrijft in zijn contra Apion (97 n.Chr.) over Manetho's Aegyptiaka ("Geschiedenis van Egypte"). Manetho zou geschreven hebben dat koning Amenophis (zoon van Rhapses), de vader van Sethos (Rhamesses, Aigyptos) en Harmais (Danaos) het opnam tegen de voormalige priester van Heliopolis, Osarseph, later Mozes. Om 'de goden te zien' zou koning Amenophis, op advies van de profeet Amenophis, zoon van Paapis, het land hebben gezuiverd van lepralijders en 'onzuiveren' en ze hebben samengebracht ten oosten van de Nijl en laten werken in steengroeven. Maar omdat daar ook mishandelde, aan ziekte lijdende priesters bij waren, vreesde de profeet de wraak van de goden. Het geïsoleerde volk zou bondgenoten vinden in de eerder verbannen 'Herderkoningen' (Hyksos), die 511 jaren Egypte hadden geregeerd tot koning Misphragmouthosis en zijn zoon Thoummosis opstonden en hen uit de stad Avaris naar Syria (Judea) wisten te verbannen. De profeet zag dat de nieuwe coalitie 13 jaar over Egypte zou heersen en schreef het op. Daarna pleegde hij zelfmoord. De leider Mozes zocht inderdaad hulp bij deze Herders in Syria, die naar Avaris kwamen en het hele land innamen. Amenophis, bekend met de profetie, schuilde 13 jaar in het Ethiopische buurland, maar wist na het einde van die periode, samen met zijn zoon Sethos, de Herders en Mozes' volk te verslaan en tot de grenzen met Syria te verjagen.
Enkele jaren eerder had Josephus al zijn Oude geschiedenis van de Joden gepubliceerd, waarin de mozaïsche periode 3 van de 20 boeken beslaat. Het werk is vooral geschreven voor (Romeinse) heidenen, en Mozes was bij hen de bekendste figuur uit de Joodse overlevering. Josephus benadrukt de kwaliteiten van Mozes die overeenkomen met die van de helden der Grieken en Romeinen (Hercules, Lycurgus, Aeneas, Perikles) zoals een goede geboorte, een knap uiterlijk, vroege rijpheid en de hoofddeugden: wijsheid, moed, gematigdheid en rechtvaardigheid. Hoewel de auteur beweert niets toe te voegen aan, en niets weg te laten uit de bijbelse tekst, verandert hij de vertelling om het Joodse volk te vrijwaren van de stereotyperende kritiek van lafheid, provincialisme en onverdraagzaamheid.

### Moderne tijd
Omdat de hymne voor Aton een opvallende gelijkenis met Psalm 104 vertoont, formuleerde Sigmund Freud in zijn laatste boek een hypothese dat hieruit blijkt dat het monotheïsme in het jodendom werd geïntroduceerd vanuit het Oude Egypte, namelijk via Mozes. Mozes zou een Egyptenaar van geboorte zijn geweest en volgeling van Achnaton.
In eerder werk had Freud al geargumenteerd dat godsdienst zijn kracht ontleent aan de terugkeer van het verdrukte; van oude, vergeten, zeer emotionele episodes uit de menselijke geschiedenis. Mozes zou uit onvrede met de Egyptische terugkeer naar het polytheïsme, na de val van de achttiende dynastie, met een groep gelijkgezinden oostwaarts zijn geëmigreerd. Volgens Freud was het niet God die van de Joden zijn uitverkoren volk maakte, maar Mozes zelf. De god Aton van deze stam werd vergeten toen de stam zich vermengde met plaatselijke stammen die een vulkaangod op de Sinaïberg vereerden, Jahve genaamd. Later zou deze Jahve gaandeweg de trekken hebben aangenomen van de oorspronkelijke God van Mozes.

## Mozes in de kunst
Op oude schilderijen wordt Mozes bijna altijd met hoorntjes afgebeeld (bijvoorbeeld duidelijk te zien in het schilderij van José de Ribera, bovenaan dit artikel). Dit is het gevolg van een foutieve vertaling van Exodus 34:29 uit het Hebreeuws. קרן, karan betekent zowel hoorn als (licht)straal (beide enkelvoud).

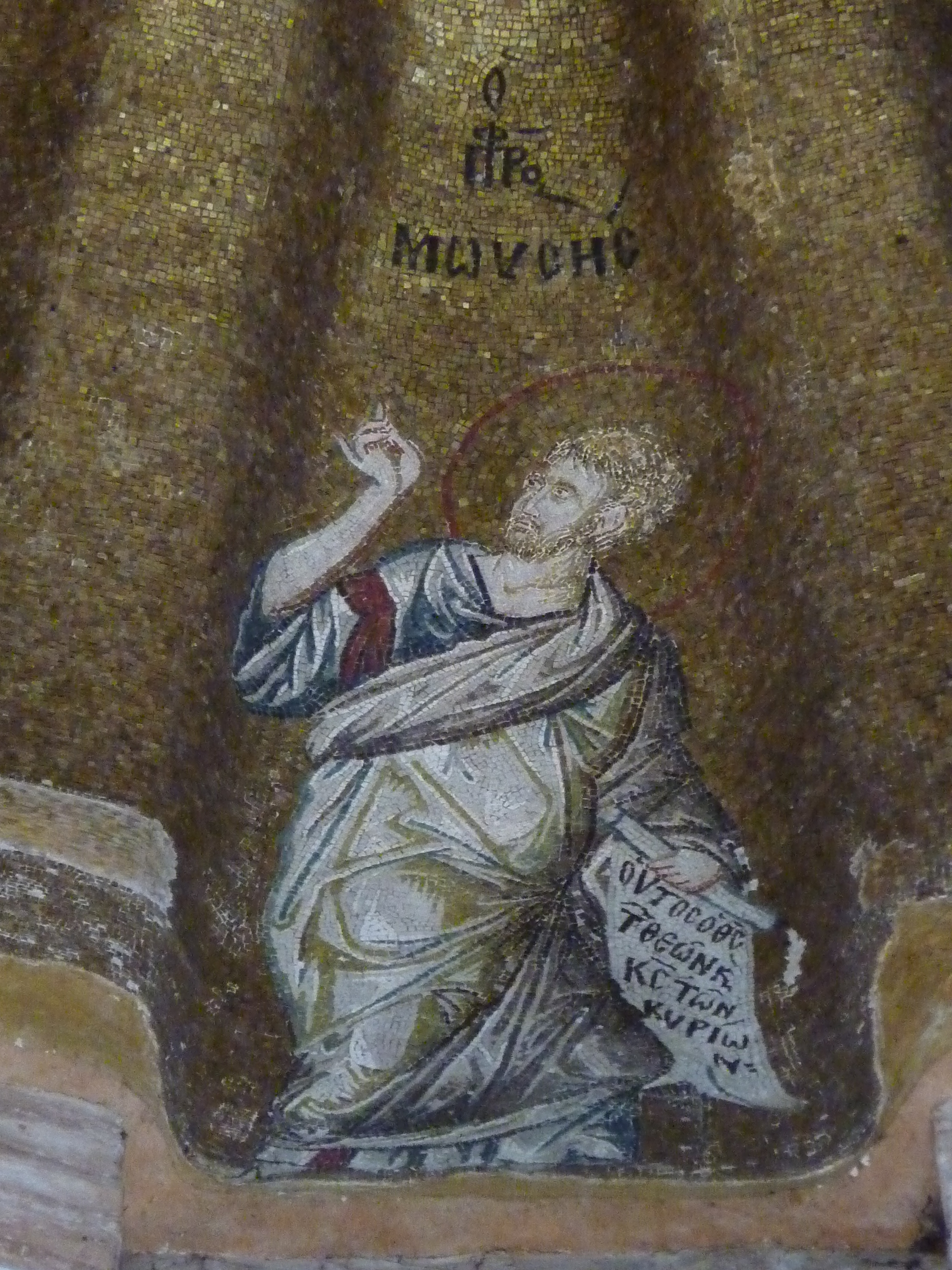
Mozaïek van Mozes in de Pammakaristoskerk (12e eeuw)
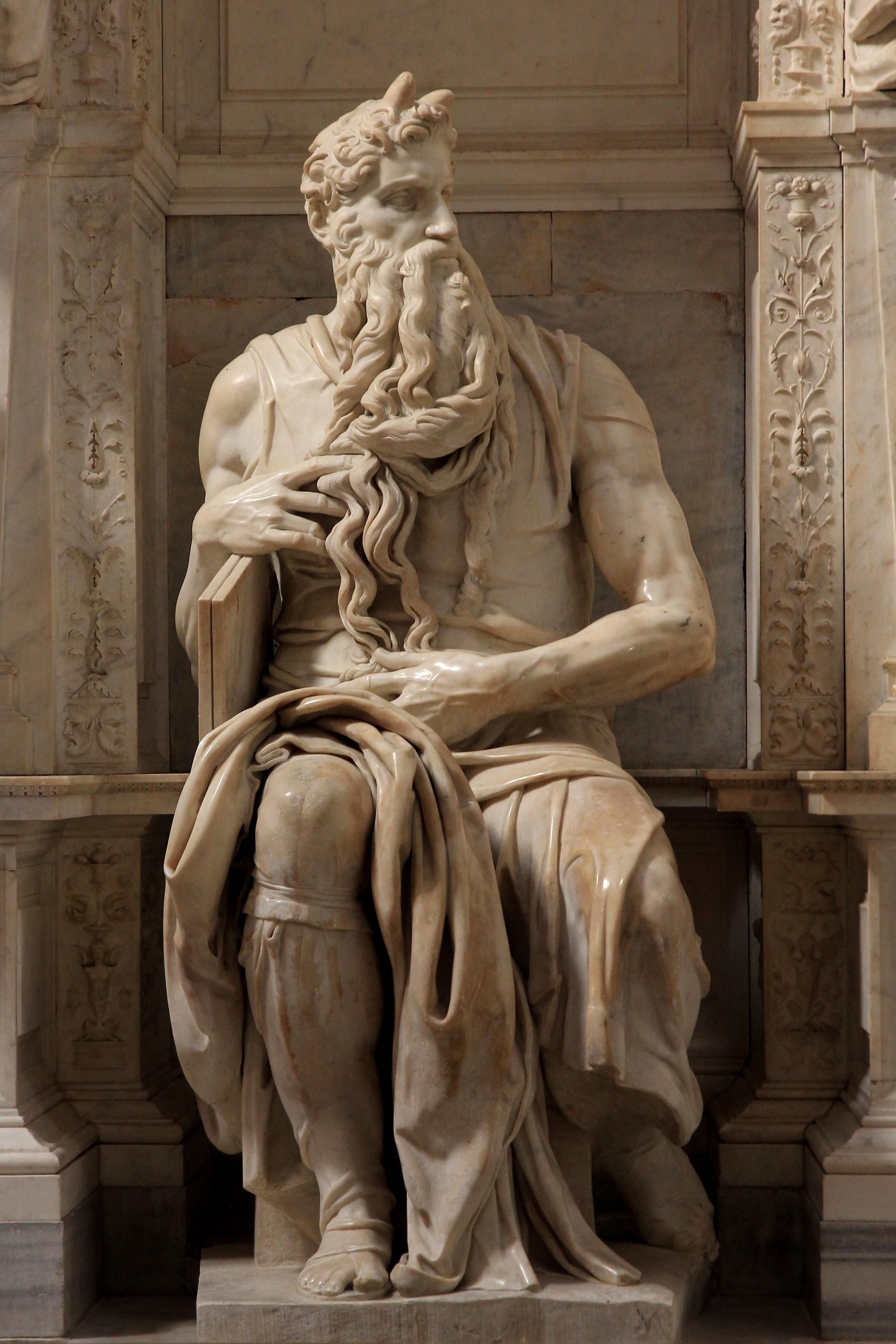
Mozes door Michelangelo (c. 1513–1516)
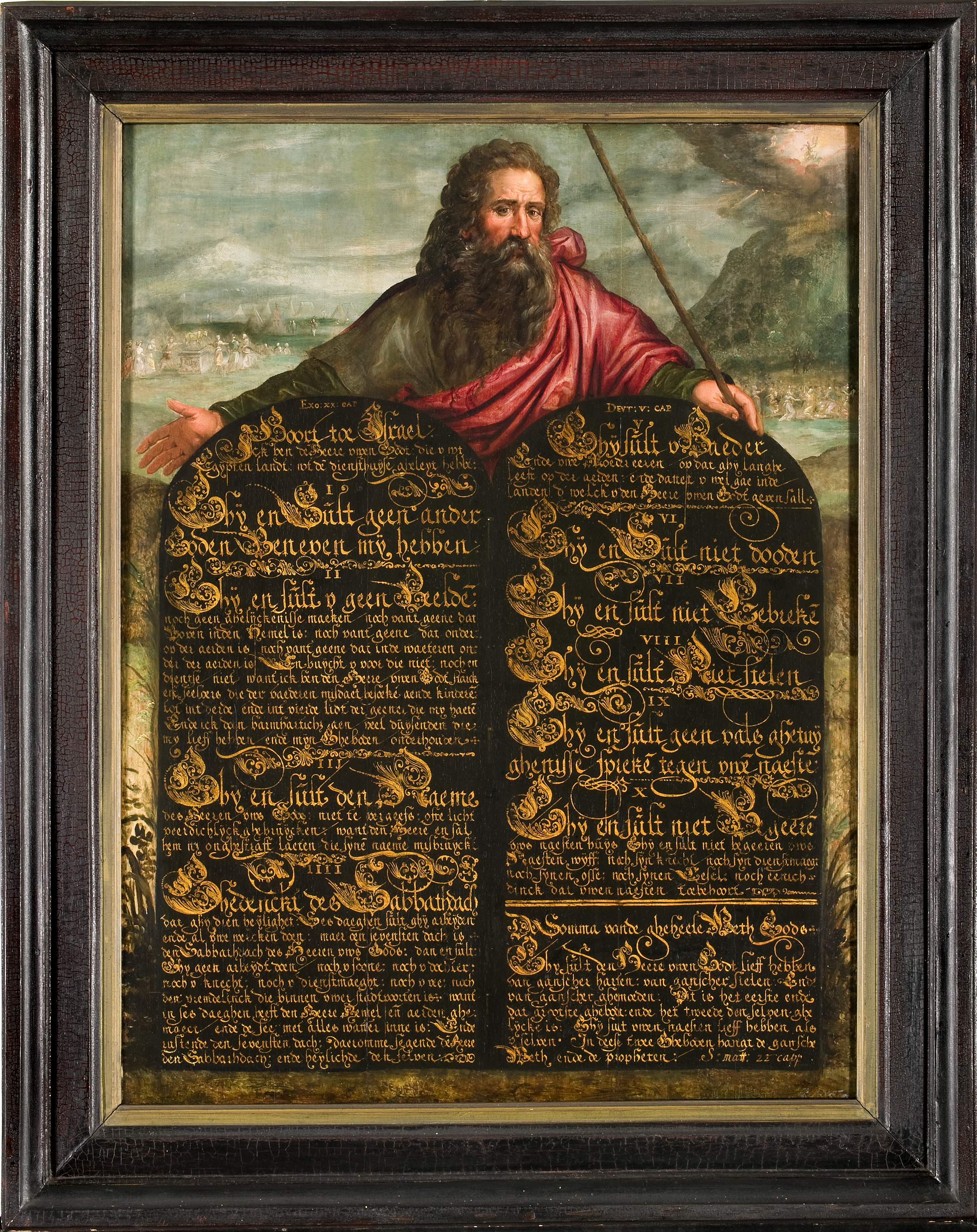
Mozes toont de wetstafelen, Noordelijke Nederlanden, eerste kwart 17e eeuw. Collectie Museum Catharijneconvent

Ook in moderne tijden blijft de figuur van Mozes kunstenaars inspireren. De uittocht uit Egypte is geïnterpreteerd als een socialistische revolutie in Moses in Red van Lincoln Steffens (1926) en als de bevrijding van slaven in Moses, Man of the Mountain van Zora Neale Hurston (1939). Het bekende Hollywoodepos The Ten Commandments van Cecil B. DeMille (1956) benadrukt dan weer de confrontatie tussen goed en kwaad tegen de achtergrond van de Koude Oorlog.

## Stamboom van Mozes
|         |         |         |         |         |         |  |  |       |       |       |       |       |       |  |  | Jakob    | Jakob    | Jakob    | Jakob    | Jakob    | Jakob    |        |        | Lea    | Lea    | Lea    | Lea    | Lea    | Lea    |        |        |         |         |         |         |          |         |  |  |        |        |        |        |        |        |  |  |           |           |           |           |           |           |  |  |  |  |  |  |  |  |  |  |  |  |  |  |  |  |  |  |
|         |         |         |         |         |         |  |  |       |       |       |       |       |       |  |  | Jakob    | Jakob    | Jakob    | Jakob    | Jakob    | Jakob    |        |        | Lea    | Lea    | Lea    | Lea    | Lea    | Lea    |        |        |         |         |         |         |          |         |  |  |        |        |        |        |        |        |  |  |           |           |           |           |           |           |  |  |  |  |  |  |  |  |  |  |  |  |  |  |  |  |  |  |
|         |         |         |         |         |         |  |  |       |       |       |       |       |       |  |  |          |          |          |          |          |          |        |        |        |        |        |        |        |        |        |        |         |         |         |         |          |         |  |  |        |        |        |        |        |        |  |  |           |           |           |           |           |           |  |  |  |  |  |  |  |  |  |  |  |  |  |  |  |  |  |  |
|         |         |         |         |         |         |  |  |       |       |       |       |       |       |  |  |          |          |          |          |          |          |        |        |        |        |        |        |        |        |        |        |         |         |         |         |          |         |  |  |        |        |        |        |        |        |  |  |           |           |           |           |           |           |  |  |  |  |  |  |  |  |  |  |  |  |  |  |  |  |  |  |
|         |         |         |         |         |         |  |  |       |       |       |       |       |       |  |  |          |          |          |          | Levi     | Levi     | Levi   | Levi   | Levi   | Levi   |        |        |        |        |        |        |         |         |         |         |          |         |  |  |        |        |        |        |        |        |  |  | Juda      | Juda      | Juda      | Juda      | Juda      | Juda      |  |  |  |  |  |  |  |  |  |  |  |  |  |  |  |  |  |  |
|         |         |         |         |         |         |  |  |       |       |       |       |       |       |  |  |          |          |          |          | Levi     | Levi     | Levi   | Levi   | Levi   | Levi   |        |        |        |        |        |        |         |         |         |         |          |         |  |  |        |        |        |        |        |        |  |  | Juda      | Juda      | Juda      | Juda      | Juda      | Juda      |  |  |  |  |  |  |  |  |  |  |  |  |  |  |  |  |  |  |
|         |         |         |         |         |         |  |  |       |       |       |       |       |       |  |  |          |          |          |          |          |          |        |        |        |        |        |        |        |        |        |        |         |         |         |         |          |         |  |  |        |        |        |        |        |        |  |  |           |           |           |           |           |           |  |  |  |  |  |  |  |  |  |  |  |  |  |  |  |  |  |  |
|         |         |         |         |         |         |  |  | Kehat | Kehat | Kehat | Kehat | Kehat | Kehat |  |  |          |          |          |          | Merari   | Merari   | Merari | Merari | Merari | Merari |        |        | Gerson | Gerson | Gerson | Gerson | Gerson  | Gerson  |         |         |          |         |  |  |        |        |        |        |        |        |  |  |           |           |           |           |           |           |  |  |  |  |  |  |  |  |  |  |  |  |  |  |  |  |  |  |
|         |         |         |         |         |         |  |  | Kehat | Kehat | Kehat | Kehat | Kehat | Kehat |  |  |          |          |          |          | Merari   | Merari   | Merari | Merari | Merari | Merari |        |        | Gerson | Gerson | Gerson | Gerson | Gerson  | Gerson  |         |         |          |         |  |  |        |        |        |        |        |        |  |  |           |           |           |           |           |           |  |  |  |  |  |  |  |  |  |  |  |  |  |  |  |  |  |  |
|         |         |         |         |         |         |  |  |       |       |       |       |       |       |  |  |          |          |          |          |          |          |        |        |        |        |        |        |        |        |        |        |         |         |         |         |          |         |  |  |        |        |        |        |        |        |  |  |           |           |           |           |           |           |  |  |  |  |  |  |  |  |  |  |  |  |  |  |  |  |  |  |
|         |         |         |         |         |         |  |  | Amram | Amram | Amram | Amram | Amram | Amram |  |  | Jochebed | Jochebed | Jochebed | Jochebed | Jochebed | Jochebed |        |        | Uzziël | Uzziël | Uzziël | Uzziël | Uzziël | Uzziël |        |        | Chebron | Chebron | Chebron | Chebron | Chebron  | Chebron |  |  | Jishar | Jishar | Jishar | Jishar | Jishar | Jishar |  |  | Amminadab | Amminadab | Amminadab | Amminadab | Amminadab | Amminadab |  |  |  |  |  |  |  |  |  |  |  |  |  |  |  |  |  |  |
|         |         |         |         |         |         |  |  | Amram | Amram | Amram | Amram | Amram | Amram |  |  | Jochebed | Jochebed | Jochebed | Jochebed | Jochebed | Jochebed |        |        | Uzziël | Uzziël | Uzziël | Uzziël | Uzziël | Uzziël |        |        | Chebron | Chebron | Chebron | Chebron | Chebron  | Chebron |  |  | Jishar | Jishar | Jishar | Jishar | Jishar | Jishar |  |  | Amminadab | Amminadab | Amminadab | Amminadab | Amminadab | Amminadab |  |  |  |  |  |  |  |  |  |  |  |  |  |  |  |  |  |  |
|         |         |         |         |         |         |  |  |       |       |       |       |       |       |  |  |          |          |          |          |          |          |        |        |        |        |        |        |        |        |        |        |         |         |         |         |          |         |  |  |        |        |        |        |        |        |  |  |           |           |           |           |           |           |  |  |  |  |  |  |  |  |  |  |  |  |  |  |  |  |  |  |
|         |         |         |         |         |         |  |  |       |       |       |       |       |       |  |  |          |          |          |          |          |          |        |        |        |        |        |        |        |        |        |        |         |         |         |         |          |         |  |  |        |        |        |        |        |        |  |  |           |           |           |           |           |           |  |  |  |  |  |  |  |  |  |  |  |  |  |  |  |  |  |  |
| Sippora | Sippora | Sippora | Sippora | Sippora | Sippora |  |  | Mozes | Mozes | Mozes | Mozes | Mozes | Mozes |  |  | Mirjam   | Mirjam   | Mirjam   | Mirjam   | Mirjam   | Mirjam   |        |        | Aäron  | Aäron  | Aäron  | Aäron  | Aäron  | Aäron  |        |        | Eliseba | Eliseba | Eliseba | Eliseba | Eliseba  | Eliseba |  |  | Putiël | Putiël | Putiël | Putiël | Putiël | Putiël |  |  | Nachson   | Nachson   | Nachson   | Nachson   | Nachson   | Nachson   |  |  |  |  |  |  |  |  |  |  |  |  |  |  |  |  |  |  |
| Sippora | Sippora | Sippora | Sippora | Sippora | Sippora |  |  | Mozes | Mozes | Mozes | Mozes | Mozes | Mozes |  |  | Mirjam   | Mirjam   | Mirjam   | Mirjam   | Mirjam   | Mirjam   |        |        | Aäron  | Aäron  | Aäron  | Aäron  | Aäron  | Aäron  |        |        | Eliseba | Eliseba | Eliseba | Eliseba | Eliseba  | Eliseba |  |  | Putiël | Putiël | Putiël | Putiël | Putiël | Putiël |  |  | Nachson   | Nachson   | Nachson   | Nachson   | Nachson   | Nachson   |  |  |  |  |  |  |  |  |  |  |  |  |  |  |  |  |  |  |
|         |         |         |         |         |         |  |  |       |       |       |       |       |       |  |  |          |          |          |          |          |          |        |        |        |        |        |        |        |        |        |        |         |         |         |         |          |         |  |  |        |        |        |        |        |        |  |  |           |           |           |           |           |           |  |  |  |  |  |  |  |  |  |  |  |  |  |  |  |  |  |  |
|         |         |         |         |         |         |  |  |       |       |       |       |       |       |  |  |          |          |          |          |          |          |        |        |        |        |        |        |        |        |        |        |         |         |         |         |          |         |  |  |        |        |        |        |        |        |  |  |           |           |           |           |           |           |  |  |  |  |  |  |  |  |  |  |  |  |  |  |  |  |  |  |
|         |         |         |         |         |         |  |  | Nadab | Nadab | Nadab | Nadab | Nadab | Nadab |  |  | Abihu    | Abihu    | Abihu    | Abihu    | Abihu    | Abihu    |        |        | Itamar | Itamar | Itamar | Itamar | Itamar | Itamar |        |        | Eleazar | Eleazar | Eleazar | Eleazar | Eleazar  | Eleazar |  |  | ?      | ?      | ?      | ?      | ?      | ?      |  |  |           |           |           |           |           |           |  |  |  |  |  |  |  |  |  |  |  |  |  |  |  |  |  |  |
|         |         |         |         |         |         |  |  | Nadab | Nadab | Nadab | Nadab | Nadab | Nadab |  |  | Abihu    | Abihu    | Abihu    | Abihu    | Abihu    | Abihu    |        |        | Itamar | Itamar | Itamar | Itamar | Itamar | Itamar |        |        | Eleazar | Eleazar | Eleazar | Eleazar | Eleazar  | Eleazar |  |  | ?      | ?      | ?      | ?      | ?      | ?      |  |  |           |           |           |           |           |           |  |  |  |  |  |  |  |  |  |  |  |  |  |  |  |  |  |  |
|         |         |         |         |         |         |  |  |       |       |       |       |       |       |  |  |          |          |          |          |          |          |        |        |        |        |        |        |        |        |        |        |         |         |         |         |          |         |  |  |        |        |        |        |        |        |  |  |           |           |           |           |           |           |  |  |  |  |  |  |  |  |  |  |  |  |  |  |  |  |  |  |
|         |         |         |         |         |         |  |  |       |       |       |       |       |       |  |  |          |          |          |          |          |          |        |        |        |        |        |        |        |        |        |        |         |         |         |         | Pinechas |         |  |  |        |        |        |        |        |        |  |  |           |           |           |           |           |           |  |  |  |  |  |  |  |  |  |  |  |  |  |  |  |  |  |  |

## Boeken
- Hemelvaart van Mozes, een apocrief van de Hebreeuwse bijbel.
- Openbaring van Mozes, ook wel gekend als Leven van Adam en Eva. Een verzameling joodse pseudepigrafische geschriften
- Thora, ook wel gekend als de 5 boeken van Mozes. Wordt ook wel eens Wet van Mozes genoemd.
- Tawrat, islamitische equivalent van de Thora.
- Suhuf Musa, (Boekenrollen van Mozes) volgens sommige geleerden is deze hetzelfde als de Tawrat.